# 黎顯宗
黎顯宗（越南语：／；1717年5月20日—1786年8月10日），名黎維祧（越南语：／），又名黎維𥚻，是越南後黎朝第二十四代君主。其在位47年，是後黎朝在位時間最長的皇帝，廟諡為「顯宗永皇帝」。

## 生平

### 世嫡失位
黎維祧生於永盛十三年四月初十日（1717年5月20日），是黎純宗黎維祥之子，黎懿宗黎維祳之侄，《欽定越史通鑑綱目》記其樣貌性格為「龍髯鳳眼」、「仁慈淵默」。龍德四年（1735年），父親黎純宗去世後，黎維祧按制以長當立，但鄭借故捨棄，轉而擁立黎懿宗繼位，而黎維祧則久被幽禁，《大越史記全書》稱這時期為「始以世嫡，處危疑之地，備嘗艱蹇」。

### 天與人歸
新鄭主鄭楹繼位後，黎維祧又被轉到炳郡公武必愼宅第繼續軟禁。當時國多盗賊，四方多事，武必愼夢見「一大人臨第，旌旗雅樂，一如太平儀仗」，隔天黎維祧就抵達了，鄭楹認為這是吉兆。永佑六年五月二十一日（1740年6月14日），在權臣鄭楹的要求下，朝廷以「念邊方猶逞蠢頑，欲以帖邦畿而寧海宇；謂正禮宜隆世嫡，寶以重尊統而一民心」，逼黎懿宗禪位遜居於乾壽殿，而黎維祧則以純宗長子繼位，改元景興，以生日為清和聖節，是為黎顯宗。
景興二十年(1759年)，太上皇黎懿宗駕崩于乾壽宮，當時朝議認為黎顯宗應該持三年喪，但黎顯宗以自己承統黎純宗非懿宗拒絕，最終只持一年哀。鄭楹又派遺正使陳輝淧，副使黎貴惇、鄭春澍等前往淸歲貢，并附吿懿宗哀。景興二十二年(1761年)十一月，清朝派遣翰林院侍讀德保、大理少卿顧汝修前往越南，冊封黎顯宗為「安南國王」，并諭祭懿宗。當時後黎朝希望用「敬天五拜之禮」，而清朝堅持使用「三跪九叩頭禮」，最終後黎朝屈服如儀。
景興年間，在鄭楹本人勵精圖治，任用黃五福等名將下，四方盗賊民變果然逐漸平息，越南恢復太平，史書多稱黎顯宗垂拱仰成，甚有福德。鄭楹與黎顯宗也相處融洽，曾邀請黎顯宗出遊閱兵，貢獻颇勤。景興二十五年，黎顯宗順利立明睿好學的長子黎維禕為皇太子，鄭楹也十分禮重太子，以其正妃所生女仙花公主鄭氏玉潤與黎維禕結姻。

### 尊扶失禮
景興二十八年(1767年)，鄭楹去世，其子鄭森繼位，是為「靖都王」。鄭森不像其父一樣尊重黎朝皇室，直接命令百官入府議事而不參加常朝，使得皇室舉行常朝時出現「文武諸臣往往托病告假，常朝惟皇子及內殿諸臣而已，百官無有至者」、「自政歸王府，內殿朝賀呵禁頗疎」，史稱其「失尊扶之禮」。
鄭森為世子時，就猜忌太子黎維禕的才能，一次鄭森和黎維禕一起拜見鄭楹，鄭楹賜食，鄭森剛想入座，便被鄭楹正妃阮氏訓斥說「王豈宜與帝並食」，於是鄭楹下令分別就座，鄭森大為積怨，與其侍從說「吾兩人須一死一生，決不兩立」。景興三十年(1769年)，鄭森诬蔑太子黎維禕與鄭府侍女通奸，廢為庶人，改立親近鄭府的皇四子黎維為太子。兩年後，又殺害廢太子黎維禕。
景興三十五年(1774年)，鄭森趁廣南阮主內亂，令黃五福率諸道兵南侵，一舉攻破了阮主的都城富春（今順化），成功擊敗了一百多年內的宿敵；同一時期，鄭森治下北河也出現了「天下承平，比年豐稔，市纏間物價甚賤」的盛況。在志得意滿下，鄭森一度打算篡奪黎顯宗的帝位，并在景興三十八年(1777年)派大臣出使清朝，企圖上表以「黎無賢子孫」為由，獻賂請求清朝改立鄭森為安南之主，但其陰謀最終被忠於後黎朝的使臣武陳紹所挫敗。

### 西山日落
景興四十二年 (1781年)，鄭森去世，其幼子鄭檊繼位，但不久後便被其兄鄭楷以三府兵推翻，又殺顧命大臣黃廷寶等人。三府兵自恃有擁立之功，驕縱日肆，史稱「權歸軍士，逼勒官府，動以破家毆殺嚇之，至移易將相皆出其口，國事不可爲矣」，國內逐漸陷入混亂。景興四十四年(1783年)，改立廢太子黎維禕之子黎維為皇太孫。
景興四十六年（1785年），當時驕兵勢大，經常干涉朝政，新任參從的裴輝璧、胡仕栋希望「謀扶帝室以收人心」，因而動議為黎顯宗上尊號淵懿欽恭仁慈德壽皇帝，并恢復朔望朝賀制度，時人有「正和以後八十年不見此礼矣」之語。同年六月，西山起義勢力日盛。
景興四十七年（1786年）五月，阮文惠入寇順化，旋即又以「扶黎滅鄭」為名北侵，鄭軍大敗扔失承宣山南，西山軍進逼昇龍。鄭楷親自率軍相戰於西龍津，但最終失利引刀自殺，自此延續一百多年的鄭主政權逐漸退出歷史舞台。七月，阮文惠面見黎顯宗於萬壽殿，文惠自稱有「尊扶之意」，并獻上兵民簿籍，而黎顯宗則封阮文惠為「元帥扶正翊運威國公」。阮文惠卻對此冊封感到不悅，顯宗改以皇女玉欣公主黎玉昕嫁之。
與此同時，黎顯宗身體日漸病重，他對西山軍扶黎滅鄭是「外喜而內以爲憂」。他在病榻前召見皇太孫黎維說「吾旦夕且釋重負，憂在爾躬，爾其念之」，又囑托他說「客兵在此，傳繼大事，須與元帥商議，勿可徑行」。說罷，黎顯宗便在七月十七日戊午（8月10日）死於萬壽殿，享年七十歲。皇太孫黎維改名黎維祁即位，是為昭統帝。八月，黎顯宗葬於磐石陵。昭統元年（1787年）七月，昭統帝上廟號顯宗，諡號永皇帝。

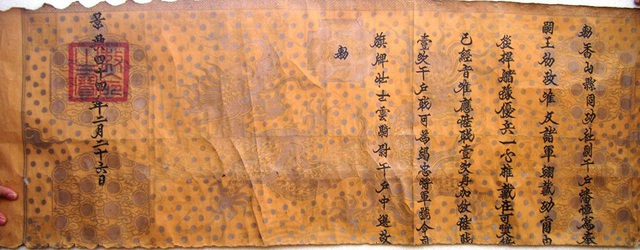
黎顯宗時期的神敕
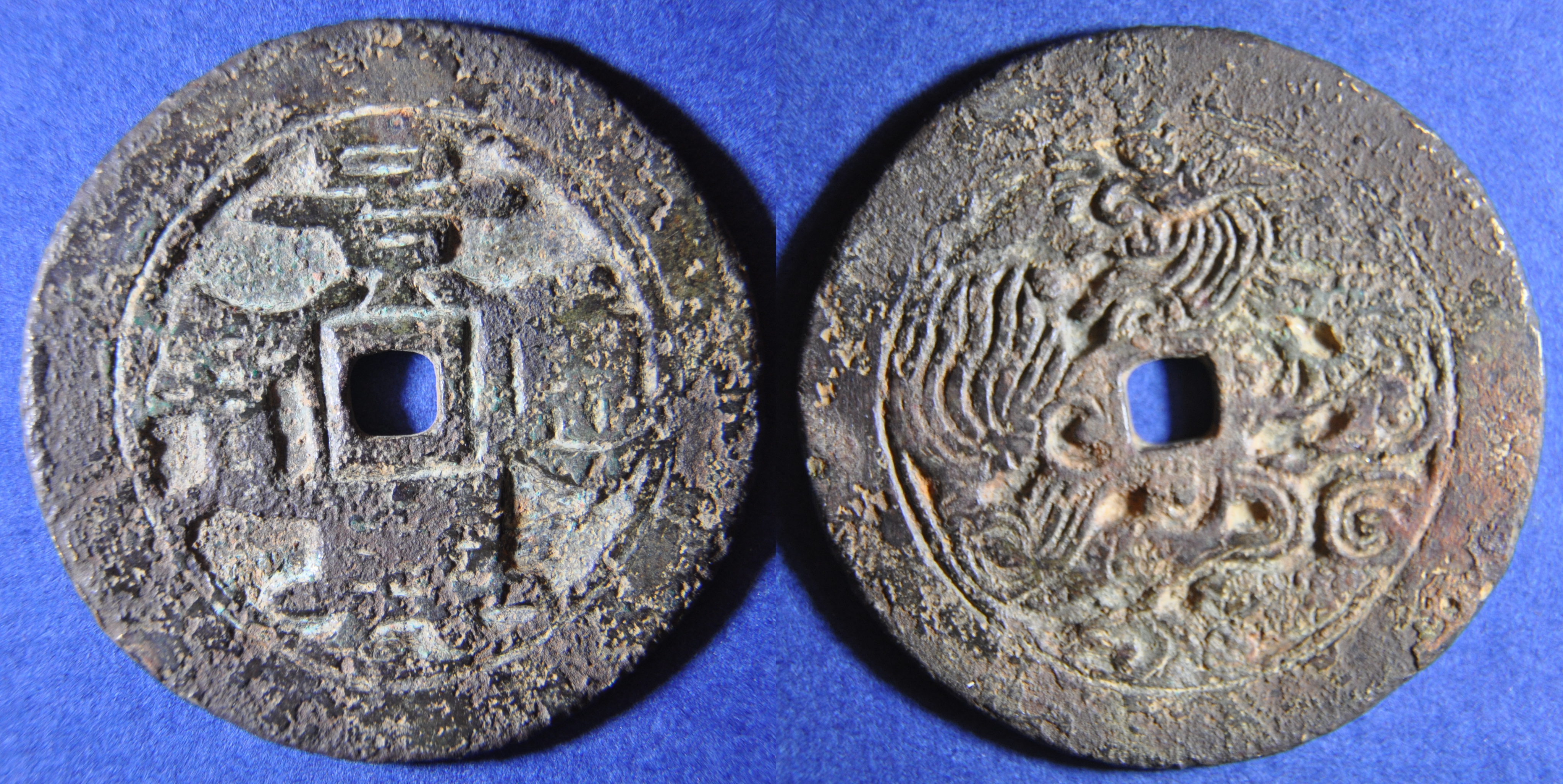
黎顯宗時期發行的「景興通寶」

## 評價
《大越史記全書》:「帝天資純粹，深沈淵默。始以世嫡，處危疑之地，備嘗艱蹇，天與人歸，遂登大寶。晚年，鄭靖王失尊扶之禮，而帝處之泰然，優游紫宸四十餘年，天下賴以安靜，號稱小康，亦有黎仁厚之主也。」
《欽定越史通鑑綱目》:「帝仁慈淵默。晚年遭鄭森之逼，亦惟含忍。」

## 家庭

### 後宮
- 皇后陳氏，後被廢，景興四十七年（1786年）十月，昭統帝追尊為貞順皇太后[17]
- 昭儀阮氏玄，公主黎氏玉昕生母
- 昭儀阮氏绸，公主黎氏玉評生母

### 子女
黎显宗有30子23女。
- 第二子皇太子 黎維禕
- 第四子崇讓公 黎維[18]
- 此外，还包括三个皇子，后在昭统年间被砍脚，名字皆不详。
- 第十七子：黎維𬓋
- 黎维安
- 黎维团
- 次女黎氏，嫁郑棡幼子严郡公郑𣏜
- 九女黎氏玉昕，嫁西山朝皇帝阮惠
- 十女黎氏玉評，初嫁西山朝皇帝阮光缵，后改嫁阮朝世祖阮福映